# Brisanet
Brisanet é uma empresa brasileira de telecomunicações e provedora de Internet, fundada em 1988 no município de Pereiro no estado do Ceará. Está presente nos estados de Alagoas, Bahia, Ceará, Maranhão, Paraíba, Pernambuco, Piauí, Rio Grande do Norte e Sergipe. É líder de banda larga fixa na região do Nordeste e quinta maior do Brasil em participação de mercado.

## História
A Brisanet foi criada pelo empreendedor José Roberto Nogueira, em 1997, na cidade de Pereiro, região semiárida cearense.

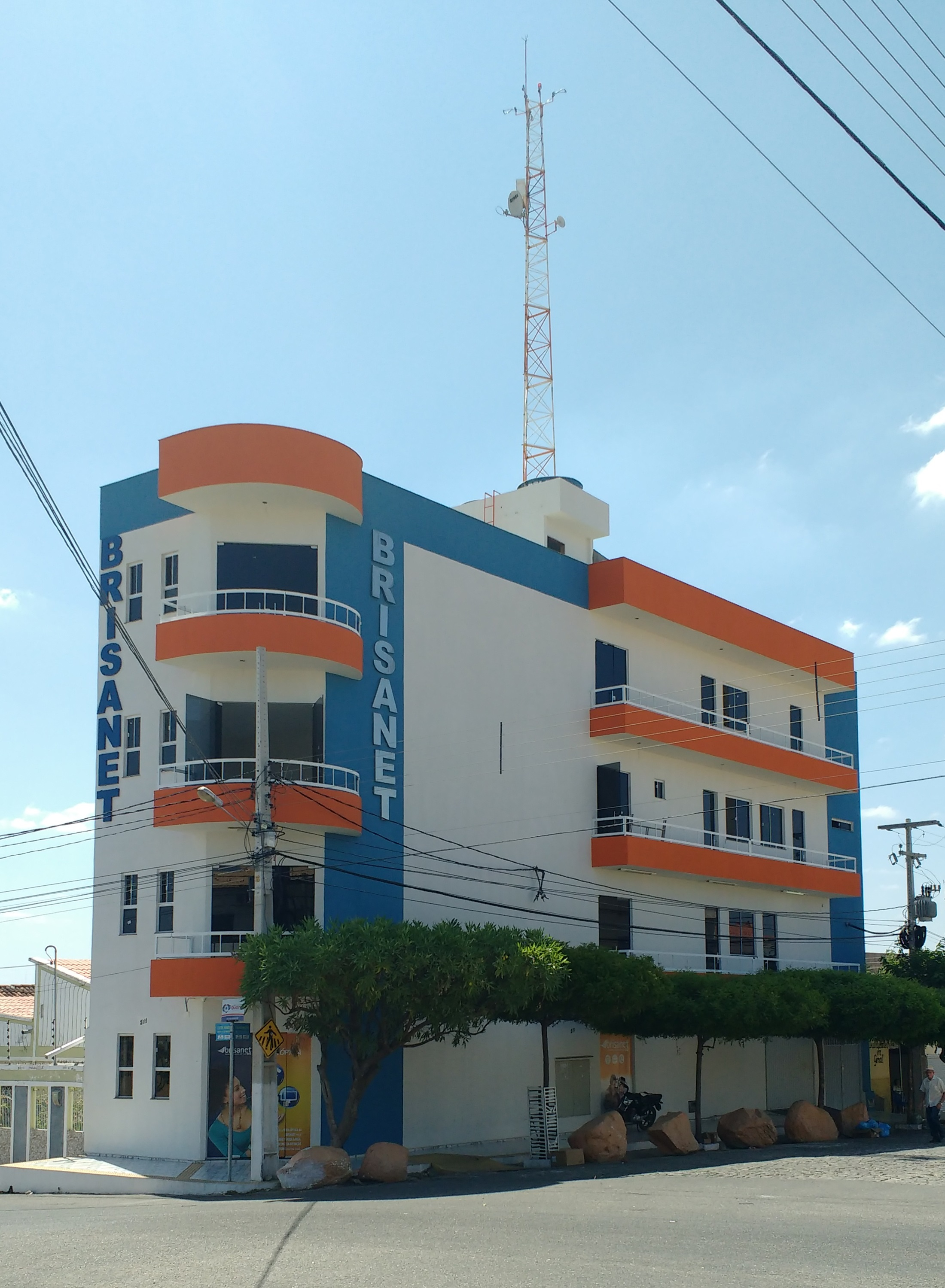
Filial na cidade de Pau dos Ferros, RN

Em 2010, a Brisanet ganhou espaço para trabalhar com o sinal de telefonia fixa e TV a cabo no interior. Em 2012, foi iniciada a implantação do novo recurso em Pau dos Ferros, a pouco mais de 40 km da sede, se tornando, então, o primeiro município a levar fibra ótica até a residência do cliente.
Em 2021 a Anatel realizou o leilão do 5G, e o certame contou com a participação de várias operadoras menores. A Brisanet garantiu frequências para atuar com a quinta geração, ela arrematou uma outorga por mais de R$ 1 bilhão e também irá atuar na região Centro-Oeste.